# Morteaux-Coulibœuf
Morteaux-Coulibœuf è un comune francese di 551 abitanti situato nel dipartimento del Calvados nella regione della Normandia.

## Società

### Evoluzione demografica
Abitanti censiti